# Templo Nanchan
O Templo Nanchan (chinês simplificado: 南禪寺, pinyin: Nán Chán Sì) é um templo budista localizado perto da cidade de Doucun em Wutaishan, província de Shanxi, China. O Templo Nanchan foi construído em 782 EC, durante a Dinastia Tang. O Salão do Grande Buda é atualmente considerada a mais antiga edificação de madeira existente. O complexo é não só um importante sítio arquitetónico como também um conjunto original de esculturas Tang artisticamente importantes que datam do período da sua construção. Dezassete esculturas partilham o espaço interior do salão com uma pequena pedra pagode.

## História
De acordo com uma inscrição presente numa viga, o Grande Salão de Buda do Templo de Nanchan foi construído em 782 EC, durante a Dinastia Tang. O templo escapou da sua destruição aquando a ocorrência dos expurgos budistas de 845, talvez devida à sua posição geográfica num local isolado entre montanhas. Entretanto, quatro das suas colunas quadradas originais foram substituídas por colunas redondas. Na década de 1950, o edifício foi redescoberto por historiadores da arquitetura, e em 1961 este foi reconhecido como o mais antigo edifício de madeira da China. Não obstante, cinco anos depois, em 1966, o edifício sofreu alguns danos causados por um terremoto, e durante o período de renovação na década de 1970, os historiadores tiveram a oportunidade de estudar peça por peça todo o edifício.

### Grande Salão de Buda

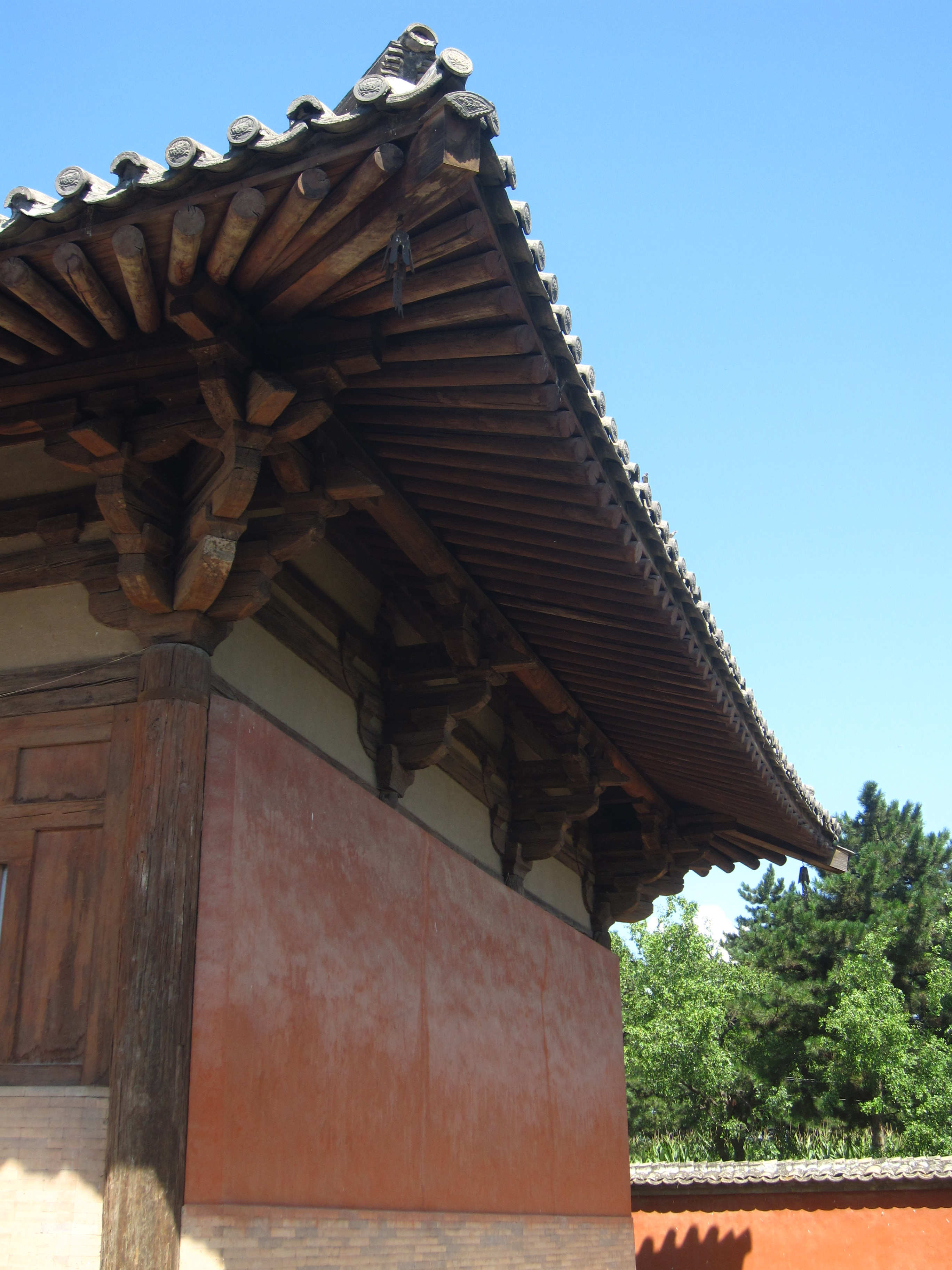
Vista lateral do Grande Salão de Buda que demonstra os complexos suportes dougong.

Sendo a mais antiga estrutura de madeira existente na China, o Grande Salão de Buda é uma construção de grande importância histórica para a arquitetura chinesa. Um pequeno edifício composto por um salão retangular com três compartimentos inscrito num perímetro de 11,75 metros de largura por 10 de profundidade. A cobertura é suportada por quatro colunas nichadas nos cantos dos paramentos de tijolo, a qual é afixada por conjuntos de suportes dougong (puzuo). Com telhado de quatro águas, o salão não possui colunas no seu interior, e nem mesmo qualquer suporte que sustente o teto entre as colunas. Todas estas características indicam que se trata de uma estrutura de baixo custo. O salão contém vários componente característicos de salões que remontam à Dinastia Tang, incluindo o seu compartimento mais ao centro na frente do complexo, suportes de fixação côncavos (dougong) e a presença de um yuetai.

### Esculturas
Tal como o Templo Foguang, o Templo Nanchan possui esculturas originais que datam da Dinastia Tang. O salão contém dezassete estátuas alinhadas num tablado em forma de U. A maior estátua é de Sakyamuni, que ocupa o centro do salão em sentado na posição de lótus sobre um trono Sumeru adornado com figuras em esculpidas de um leão e um semideus. Acima da grande auréola atrás da estátua estão representadas em relevo flores-de-lótus, seres celestiais e aves místicas. Em cada lado de Sakyamuni coexistem os bodhisattvas com um joelho colocado sobre uma flor de lótus. Uma grande estátua de Samantabhadra montando um elefante encontra-se na extrema esquerda do salão e uma estátua de Manjusri montando um leão na extrema direita. Existe também estátuas de dois discípulos de Sakyamuni (Ananda e Mahakashyapa), duas estátuas celestiais e quatro estátuas de cenobitas.
O Grande Salão de Buda também contém uma pequena pedra esculpida representando um pagode que se eleva a cinco pisos. No primeiro foi esculpida a história de Buda, onde em cada canto figura um pequeno pagode adicional. Em cada lado do segundo nível estão esculpidas imagens de Buda ao centro, ladeado com quatro Budas menores. Os três níveis superiores têm Budas esculpidos em cada lado.